# Rüdiger von der Goltz
Gustav Adolf Joachim Rüdiger, hrabě von der Goltz (8. prosince 1865 – 4. listopadu 1946) byl německý generál během první světové války. Po válce se velkou měrou zasloužil o porážku bolševiků ve Finsku a Pobaltí. Byl také velitelem armády baltských Němců, která se neúspěšně pokoušela udržet moc v německých rukou v Pobaltí.

## Úspěchy ve Finsku a Lotyšsku
Narodil se v roce 1865 v Züllichau v tehdejším Pruském království. Dnes toto město leží v Polsku pod jménem Sulechów.
Během první světové války velel pěší divizi ve Francii. V březnu 1918 byl odvolán ze západní fronty a poslán do Finska. V té době tam probíhala finská občanská válka mezi bílými (konzervativci vedení senátem) a rudými (finští komunisté podporovaní jednotkami sovětského Ruska). Ve Finsku začal velet Baltské námořní divizi a vylodil se s ní v dubnu 1918 v přístavu Hanko na jihu Finska. S vojskem se přesunul k Helsinkám, které byly v rukou rudých. Pod nátlakem se komunisté 13. dubna se v Helsinkách vzdali. Válka zanedlouho skončila vítězstvím bílých, a to hlavně díky pomoci německých jednotek.
Po skončení první světové války souhlasily státy Dohody se setrváním německého vojska v Pobaltí, aby se zabránilo bolševikům obsadit nově vzniklé pobaltské státy. Někteří němečtí vojáci po podepsání příměří vytvořili tzv. Železnou divizi (německy: Eiserne Division) v Rize. Vojsko bylo postupně doplňováno dobrovolníky přijíždějícími z Německa a velitelem se stal von der Goltz. Ve stejnou dobu vytvořili místní baltští Němci pod vedením Alfreda Fletchera jednotky Baltské zeměbrany (německy: Baltische Landeswehr), které bojovaly za udržení moci v Pobaltí v rukou místní německé šlechty.
Sovětské Rusko zaútočilo na území Lotyšska, kde se nacházela i jeho armáda, v prosinci 1918. Spojená armáda Lotyšů a Němců byla nucena před lépe vyzbrojenou a početnější armádou bolševiků ustupovat stále na západ. V nejzoufalejším okamžiku bylo v držení spojenců pouze město Liepāja a její blízké okolí. Však v březnu 1919 se generálu von der Goltz podařilo zvítězit v několika bitvách a dobýt Ventspils (hlavní přístav Kuronska) a nakonec vstoupil vítězně i do Rigy. Rudá armáda byla nakonec téměř vytlačena z lotyšského území a státy Dohody se začaly dožadovat stažení německých vojsk z Pobaltí. Němci ale uspěli s odkladem stažení svých vojsk. Při jednání zdůrazňovali fakt, že bolševické nebezpečí není ještě zcela zažehnáno a slabé pobaltské země by se staly bez přítomnosti německých jednotek snadnou kořistí bolševiků.

## Pokus o ovládnutí Lotyšska

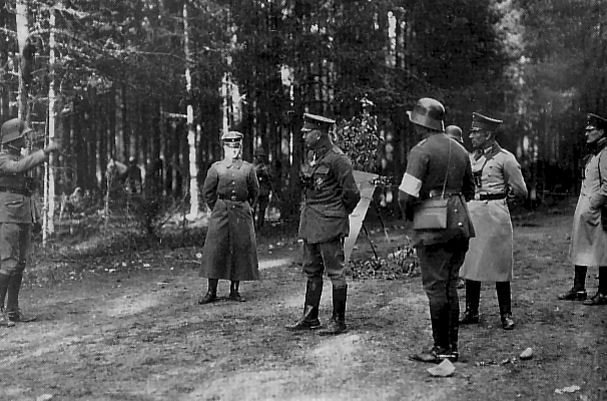
Goltz ve Finsku

Jakmile byli bolševici poraženi, obrátili se Němci proti svým lotyšským spojencům. Vyvolali puč v sídle prozatímní vlády v Liepāje a převzali moc. Členové přechodné lotyšské vlády se zachránili útěkem na parník Sartov. Nově vzniklou vládou byl von der Goltz prohlášen za vrchního velitele ozbrojených sil. V nově zvolené pozici se mu dokonce podařilo dobýt Rigu. Lotyšská prozatímní vláda v zoufalé situaci požádala o pomoc sousední Estonsko. Estonská vláda odpověděla vysláním 3. divize pod velením generála Ernsta Põddera. Němci mezitím dorazili k městu Cēsis na severu Lotyšska. Zde došlo k jedné z největších a nejdůležitějších bitev jak Lotyšské, tak i Estonské osvobozenecké války, která vešla do dějin jako bitva o Cēsis. Spojenecká vojska Lotyšska a Estonska dokázala porazit armádu generála von der Goltz spojenou s baltskou Zeměbranou generála Alfreda Fletchera. Zlomil se tak definitivně vývoj války ve prospěch vlád pobaltských států. Čtyři dny na to se Němci stáhli z Rigy. Do situace se diplomaticky vložily státy Dohody a opět vznesly požadavek na stažení německých jednotek z Pobaltí. Bylo vyhlášeno příměří a zastaveny estonské jednotky, které v té době postupovaly na Rigu.

## Život v Německu
Po porážce u Cesis a po nátlaku států Dohody opustil generál Pobaltí, ale nejdřív svoje jednotky začlenil do Západoruské dobrovolnické armády, která pokračovala v boji proti nově vzniklým pobaltským státům. Po válce pak ve svých pamětech generál von der Goltz vysvětloval, že svojí činností pomáhal bělogvardějcům v boji s bolševiky v Pobaltí a chtěl s nimi zaútočit na Petrohrad. Následně by mohl v Rusku vytvořit proněmeckou vládu.
Po návratu do Německa se účastnil Kappova puče, kdy se pravicové síly neúspěšně pokusily obnovit monarchii. V meziválečném období zůstal politicky činný v pravicové Harzburské frontě. V letech 1924-1930 byl šéfem oddělení, které se zabývalo vojenskou výchovou mladých Němců. Poté, co se NSDAP chopila v Německu moci, se stal předsedou politicky bezvýznamného Sdružení říšských důstojníků.
Zemřel v 80 letech v roce 1946 ve vesničce Bernbeuren v dnešním Bavorsku.